# Голлі Паркінсон
Голлі Паркінсон (англ. Holly Parkinson; нар. 10 лютого 1979) — колишня американська тенісистка.
Найвищу одиночну позицію світового рейтингу — 85 місце досягла 13 листопада, 2000, парну — 168 місце — 12 червня, 2000 року.
Здобула 6 одиночних титулів туру ITF.
Найвищим досягненням на турнірах Великого шолома було 2 коло в одиночному розряді.

## Титули ITF в одиночному розряді (6)
| Ранг | Дата          | Категорія | Турнір                                     | Покриття | Суперниця       | Рахунок       |
| ---- | ------------- | --------- | ------------------------------------------ | -------- | --------------- | ------------- |
| 1.   | Червень 1997  | $10,000   | Ель-Пасо (Техас), США                      | Тверде   | Саманта Рівз    | 3–6, 6–4, 6–2 |
| 2.   | Червень 1997  | $10,000   | Літл-Рок, США                              | Тверде   | Саманта Рівз    | 6–3, 6–1      |
| 3.   | Червень 1998  | $10,000   | Гілтон-Гед-Айленд (Південна Кароліна), США | Тверде   | Рената Колбовіч | 3–6, 6–4, 6–4 |
| 4.   | Січень 1999   | $10,000   | Сан-Антоніо, США                           | Тверде   | Аліна Жидкова   | 3–6, 6–4, 6–3 |
| 5.   | Листопад 1999 | $25,000   | Маунт-Гамбір, Австралія                    | Тверде   | Ірина Селютіна  | 6–4, 6–0      |
| 6.   | Грудень 1999  | $25,000   | Порт-Пірі, Австралія                       | Тверде   | Керрі-Енн Г'юз  | 6–3, 6–4      |